# Masato Akada
Masato Akada (赤田昌人 Akada Masato?) (21 de mayo de 1961) es un ex-actor de traje japonés que una vez perteneció al Japan Action Club (JAC). Miembro de la 13.ª generación de JAC.

## Biografía
Siendo un nadador en competencia de saltos, era bueno para caer desde lugares altos. Debido a su baja estatura, era a menudo elegido como actor de traje para las guerreras o heroínas en las Series Super Sentais.
Yuichi Hachisuka, quien también interpretó el papel de una heroína en las tres series desde Dengeki Sentai Changeman hasta Hikari Sentai Maskman, afirma que Masato era un joven excelente en acrobacias y acciones ambos trabajaban duro.
Sin embargo en 1992, sufrió un accidente mientras rodaba en un estudio en Hokkaido, resultando su medula espinal dañada, quedando paralítico del cuello para abajo y se vio obligado a retirarse. Hasta ahora sigue luchando contra su paralísis.

## Filmografía

### Drama de televisión
- Husband's face that wife does not know (1986)

### Efectos especiales
- Nebula Mask Machineman (1984)
- Super Sentai Series
  - Kagaku Sentai Dynaman (1983-1984)
  - Chōdenshi Bioman (1984-1985): Ryosuke Sakamoto, apodado Magne Warrior
  - Dengeki Sentai Changeman (1985-1986): Change Mermaid
  - Chōshinsei Flashman (1986-1987): Flash Yellow
  - Hikari Sentai Maskman (1987-1988): Yellow Mask
  - Chōjū Sentai Liveman (1988-1989): Yellow Lion
  - Kōsoku Sentai Turboranger (1989-1990): Yellow Turbo
  - Chōjin Sentai Jetman (1991-1992): White Swan (tarde)
- Metal Hero
  - Uchū Keiji Sharivan (1983-1984)
  - Special Rescue Exceedraft (1992): Draft Redder, apodado Shigeki Kagemaru

### Película
- Kōtarō Makaritōru! (1984)
- Super Sentai Series
  - Dengeki Sentai Changeman (16 de marzo de 1985): Change Mermaid
  - Dengeki Sentai Changeman Shuttle Base! The Critical Moment! (13 de julio de 1985): Change Mermaid
  - Choshinsei Flashman (15 de marzo de 1986): Flash Yellow
  - Flashman: Big Rally! Titan Boy! (14 de marzo de 1987): Flash Yellow
  - Hikari Sentai Maskman (18 de julio de 1987): Yellow Mask
  - Kōsoku Sentai Turboranger (18 de marzo de 1989): Yellow Turbo

### Escenario
- Starlight Express (1990)